# Giro dell'Appennino 1983
Il Giro dell'Appennino 1983, quarantaquattresima edizione della corsa, si svolse il 12 giugno 1983, su un percorso di 228,4 km. La vittoria fu appannaggio dello spagnolo Marino Lejarreta, che completò il percorso in 6h10'43", precedendo gli italiani Emanuele Bombini e Wladimiro Panizza.
I corridori che partirono furono 102, mentre coloro che tagliarono il traguardo di Pontedecimo furono 25.

## Ordine d'arrivo (Top 10)
| Pos. | Corridore                | Squadra               | Tempo    |
| ---- | ------------------------ | --------------------- | -------- |
| 1    | Marino Lejarreta         | Alfa Lum-Olmo         | 6h10'43" |
| 2    | Emanuele Bombini         | Malvor-Bottecchia     | a 38"    |
| 3    | Wladimiro Panizza        | Atala-Campagnolo      | a 1'35"  |
| 4    | Ismael Lejarreta         | Alfa Lum-Olmo         | a 1'36"  |
| 5    | Mario Beccia             | Malvor-Bottecchia     | a 1'42"  |
| 6    | Ennio Vanotti            | Bianchi-Piaggio       | a 2'36"  |
| 7    | Gianbattista Baronchelli | Sammontana-Campagnolo | s.t.     |
| 8    | Lucien Van Impe          | Metauro Mobili        | a 3'08"  |
| 9    | Fabrizio Verza           | Gis Gelati-Campagnolo | s.t.     |
| 10   | Giuseppe Petito          | Alfa Lum-Olmo         | a 5'03"  |